# Sonny Gallant
Pour les articles homonymes, voir Gallant.
Sonny Gallant, né le 27 mars 1956 à Summerside, est un homme politique canadien. Il représente la circonscription d'Evangeline-Miscouche à l'Assemblée législative de l'Île-du-Prince-Édouard de 2007 à 2023.